# قلعة سنان
قلعة سنان إحدى مدن الجمهورية التونسية، تقع في ولاية الكاف في إقليم الشمال الغربي.
المنطقة معروفة بمائدة يوغرطة وهي هضبة مرتفعة ب1271 متر وتقع في جنوب تاجروين تغطي مساحة 81 هكتارا وكانت تقوم بدور قلعة للمتمردين ضد باي تونس تحت إدارة القائد سنان. هذه الفترة اعطت للمنطقة اسم قلعة سنان. عين سنان هي التي توفر مياه الشرب المحلية.
و تعرف كذلك بمدينة بولامانسا في العهد البرونصلية سنة 200 ميلادي.
أهم المعالم مائدة يوغرطة.

## عمل
اما خلال الصيف، فإن العديد من المغتربين يعودون إلى المنطقة ويخلقون بذلك نشاط اقتصادي على الصعيد المحلي. إضافة إلى النشاط التجاري بشكل أو بآخر تحت سيطرة الجمارك مع الحدود الجزائرية.
كذلك موقع الأثري مائدة يوغرطة صخرة عملاقة في الحدود التونسية الجزائرية، تشكلت بمرور الزمن على شكل مائدة طعام، لجأ إليها الملك النوميدي يوغرطة واتخذها حصنا حاميا له من الجيوش الرومانية لمدة عام.. فسميت بمائدة يوغرطة، أما الصخرة اليوم فقد صارت معلما سياحيا تونسيا بامتياز